# Elisabeth Cronvall
Elisabeth Marjanović Cronvall, född 9 oktober 1983 i Stockholm, är en svensk kortfilmare.
Cronvall gick rörlig bild i gymnasiet och studerade därefter filmvetenskap på Stockholms universitet. 2003-2005 gick hon Stockholms Filmskola och därefter fortsatt utbildning på Gotlands högskola 2005 och Filmhögskolan i Göteborg.
Hon debuterade 2004 med kortfilmen Rubik, vilken följdes av Chaque minute 2008 och Inte panik 2010. Den senare belönades med pris för bästa kortfilm på Uppsala kortfilmfestival samt nominerades till en Guldbagge i samma kategori. 2013 utkom dokumentären Second Class.

## Filmografi
- 2004 – Rubik
- 2008 – Chaque minute
- 2010 – Inte panik
- 2013 – Second Class